# Zhang Ming (Diplomat)

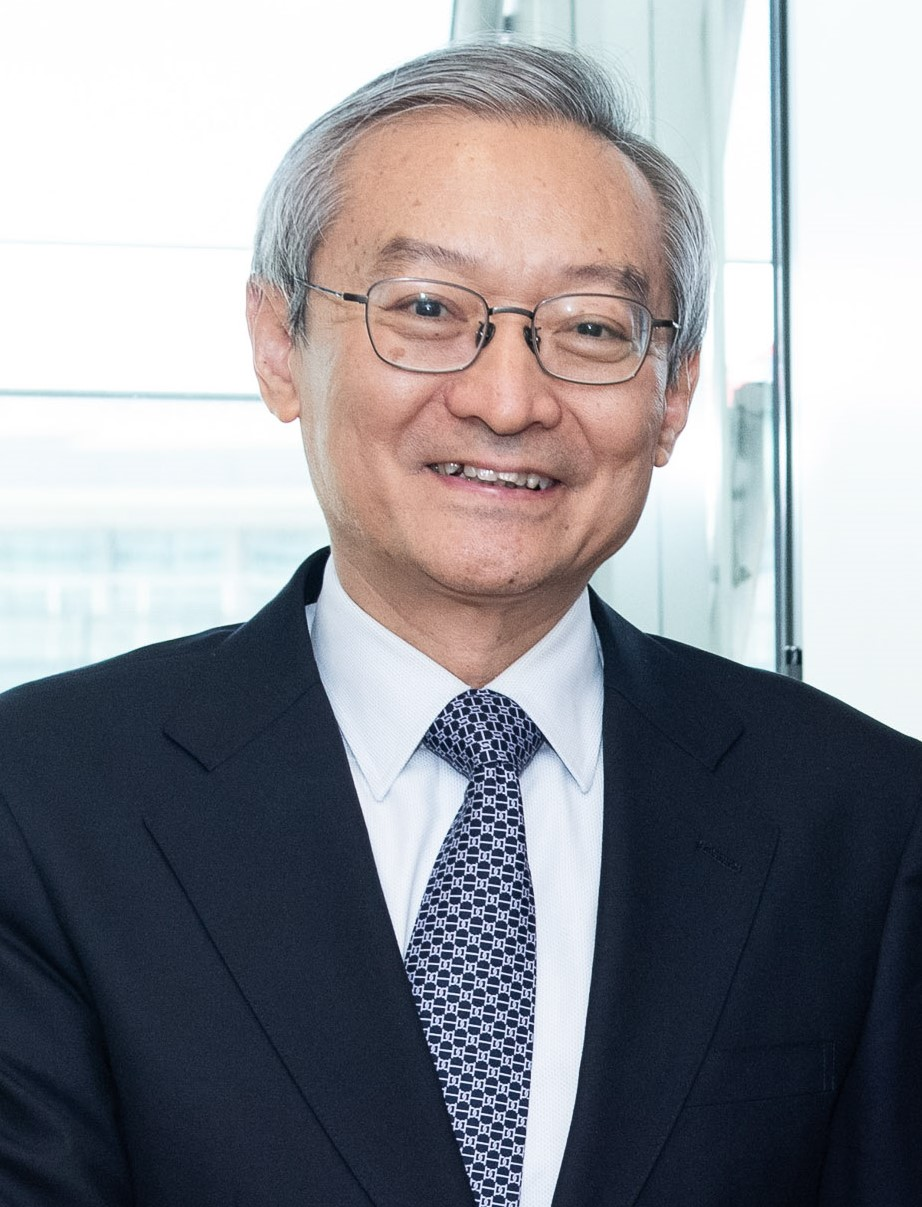
Zhang Ming (2020)

Zhang Ming (chinesisch 张明; * Juni 1957 in Li, Baoding, Hebei) ist ein Diplomat der Volksrepublik China, der unter anderem zwischen 2013 und 2017 Vize-Außenminister und seit 2017 Ständiger Vertreter der Volksrepublik China bei den Vereinten Nationen war. 2022 wurde er Generalsekretär der Shanghaier Organisation für Zusammenarbeit.

## Leben
Zhang Ming, der zur Volksgruppe der Han gehört, begann 1975 seine berufliche Laufbahn und wurde zum Ende der Kulturrevolution zwischen 1976 und 1978 zur Arbeit nach Shangqiu entsandt. 1978 begann er ein Studium der Arabischen Sprache an der Fakultät für asiatische und afrikanische Sprachen der Pekinger Fremdsprachenuniversität und schloss dieses 1983 mit einem Bachelor ab. Im Anschluss wurde er 1983 Mitglied der Kommunistischen Partei Chinas (KPCh) und trat in den diplomatischen Dienst ein. Er war anfangs von 1983 bis 1984 Mitarbeiter der Abteilung für westasiatische und nordafrikanische Angelegenheiten des Außenministeriums sowie anschließend von 1984 bis 1985 Mitarbeiter der Botschaft in der Jemenitischen Arabischen Republik. Nach seiner Rückkehr war er zwischen 1985 und 1988 erneut Abteilung für westasiatische und nordafrikanische Angelegenheiten des Außenministeriums und danach von 1988 bis 1992 Zweiter Sekretär an der Botschaft im Oman.
Nach seiner Rückkehr war Zhang von 1992 bis 1997 stellvertretender Leiter der Abteilung für westasiatische und nordafrikanische Angelegenheiten des Außenministeriums sowie zwischen 1997 und 2001 Attaché an der Botschaft in Israel. Nachdem er zwischen 2001 und 2006 stellvertretender Direktor des Generalbüros des Außenministeriums war, fungierte er von 2006 bis 2009 als Botschafter in Kenia und war zugleich auch als Ständiger Vertreter beim Umweltprogramm der Vereinten Nationen (UNEP) in Nairobi akkreditiert. Danach war er zwischen 2009 und 2010 Leiter der Abteilung für afrikanische Angelegenheiten sowie von 2010 bis 2011 Leiter des Generalbüros des Außenministeriums. Nachdem er von 2011 bis 2013 Assistierender Außenminister war, bekleidete er zwischen 2013 und 2017 den Posten als Vize-Außenminister.
Seit Oktober 2017 war Zhang Ming Ständiger Vertreter der Volksrepublik China bei den Vereinten Nationen, bevor er im Januar 2022 Generalsekretär der Shanghaier Organisation für Zusammenarbeit wurde.